# Rosalia de Palerm
Rosalia de Palerm (Palerm, 1130 - 4 de setembre de 1160) va ser una jove de Palerm que va retirar-se a fer vida eremítica a les muntanyes properes a la ciutat. Canonitzada, és venerada com a patrona de Palerm.

## Vida
Rosalia Scalia havia nascut el 1130, al si d'una noble família siciliana. Era filla de Sinibald, senyor de Quisquina i de Rose, parenta de Roger II de Sicília, i descendent de la família de Carlemany. Era molt pietosa i als catorze anys es va retirar a una cova del Monte Pellegrino, on va passar la resta de la seva vida. Hi bevia aigua d'una font i menjava el que la natura li oferia. Hi morí el 1160.

## Veneració
El 1624, la pesta es va declarar a Palerm i santa Rosalia aparegué a una dona malalta i a un caçador, a qui va indicar on es trobaven les seves relíquies, perquè les portés a Palerm i s'hi fes una processó. El caçador en trobà les restes a la muntanya i va fer-se el que havia dit la santa. En acabar la processó, la pesta va acabar. Des de llavors, es va venerar com a patrona de la ciutat i va erigir-se un santuari a la cova on havia viscut.
La seva festivitat és el 4 de setembre, i a Sicília, també el 15 de juliol, aniversari de la translació de les seves restes.
El seu culte va ser promogut pels benedictins, com a protectora contra les malalties encomanadisses, la pesta i com a auxiliadora en moments difícils.

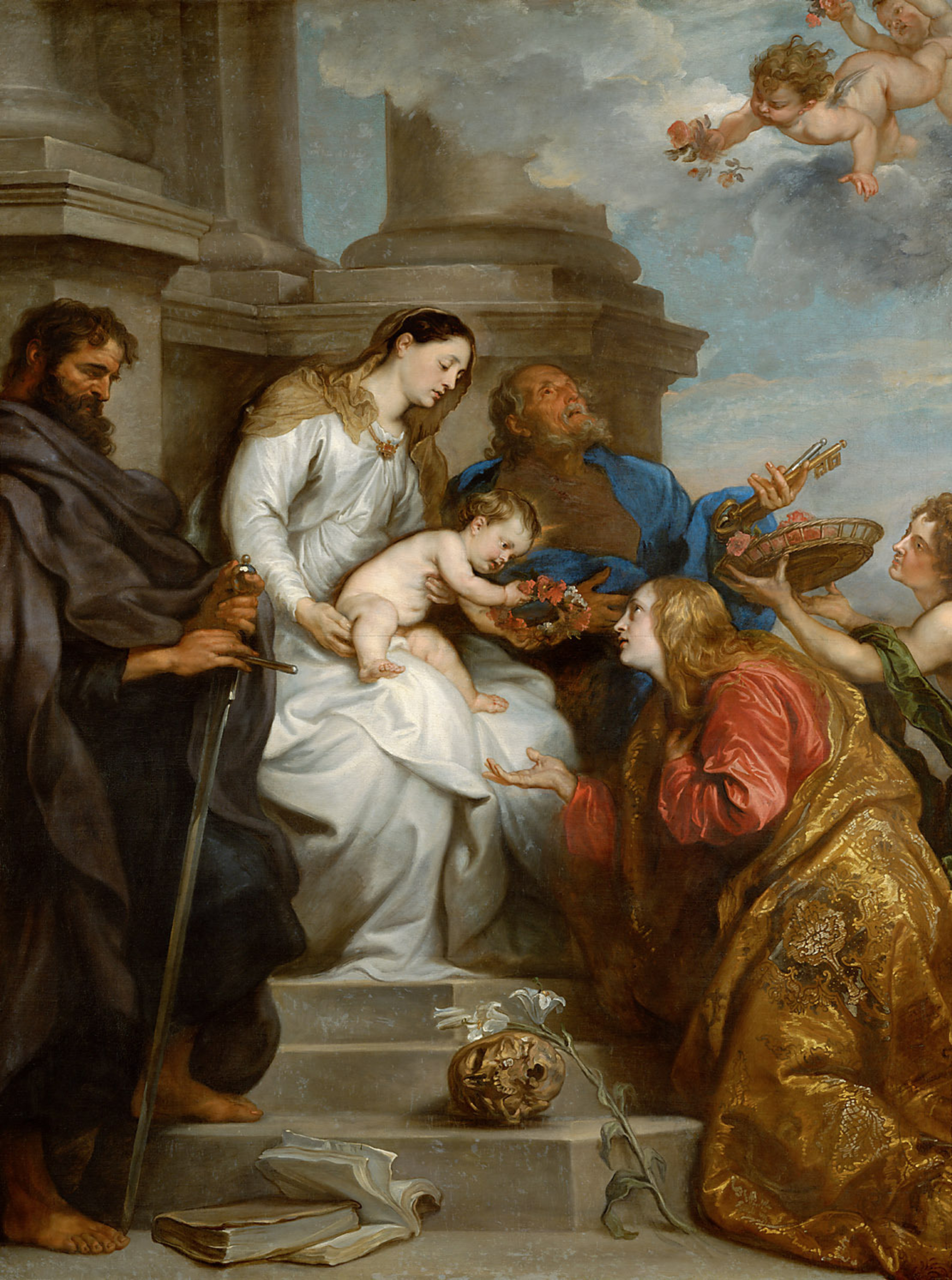
Mare de Déu amb els sants Rosalia, Pere i Pau d'Antoon van Dyck, 1629 (Viena, Kunsthistorisches Museum)
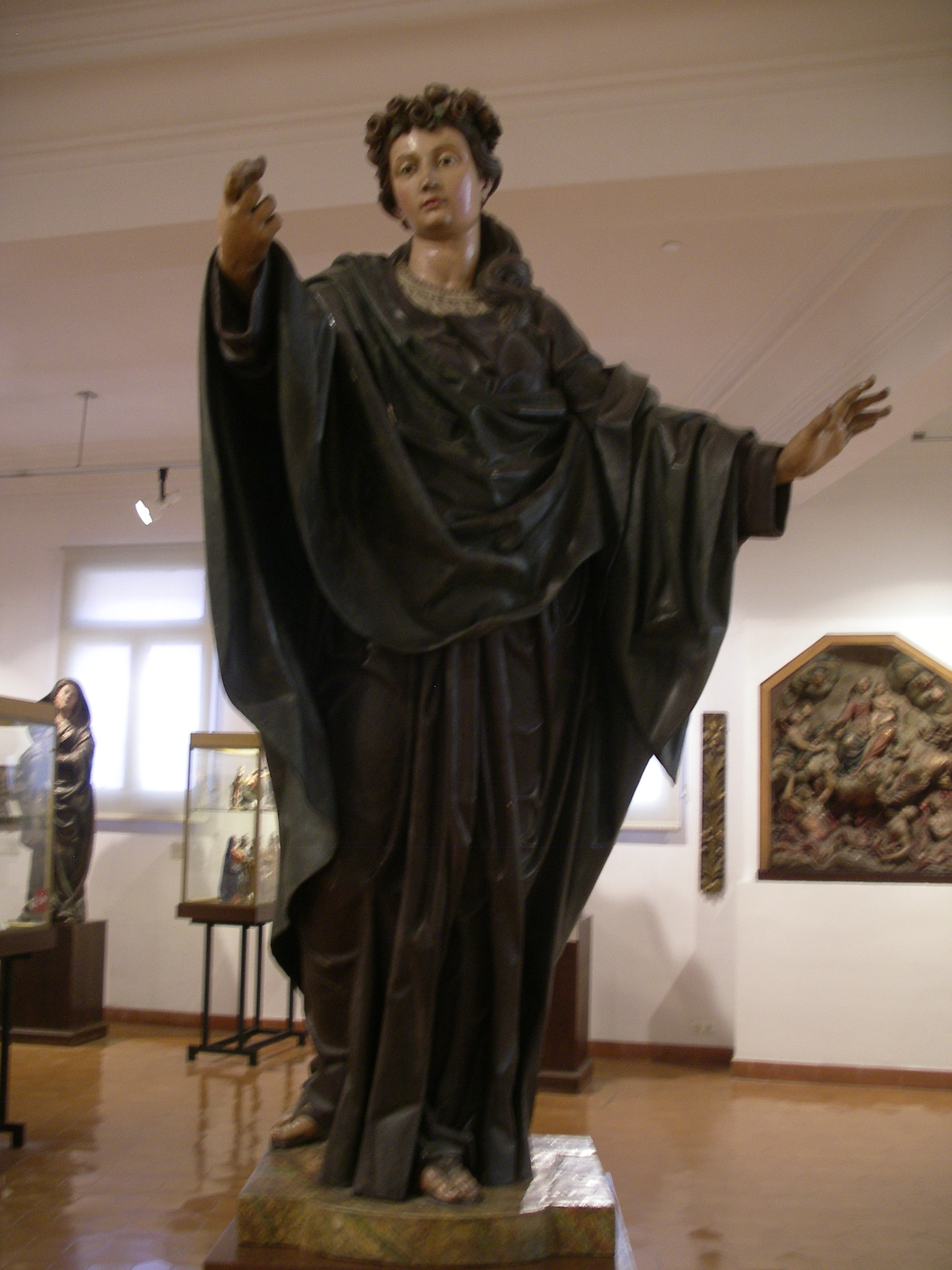
Escultura de Santa Rosalia del segle xviii procedent del convent de Santa Clara (Barcelona, Museu Marès)
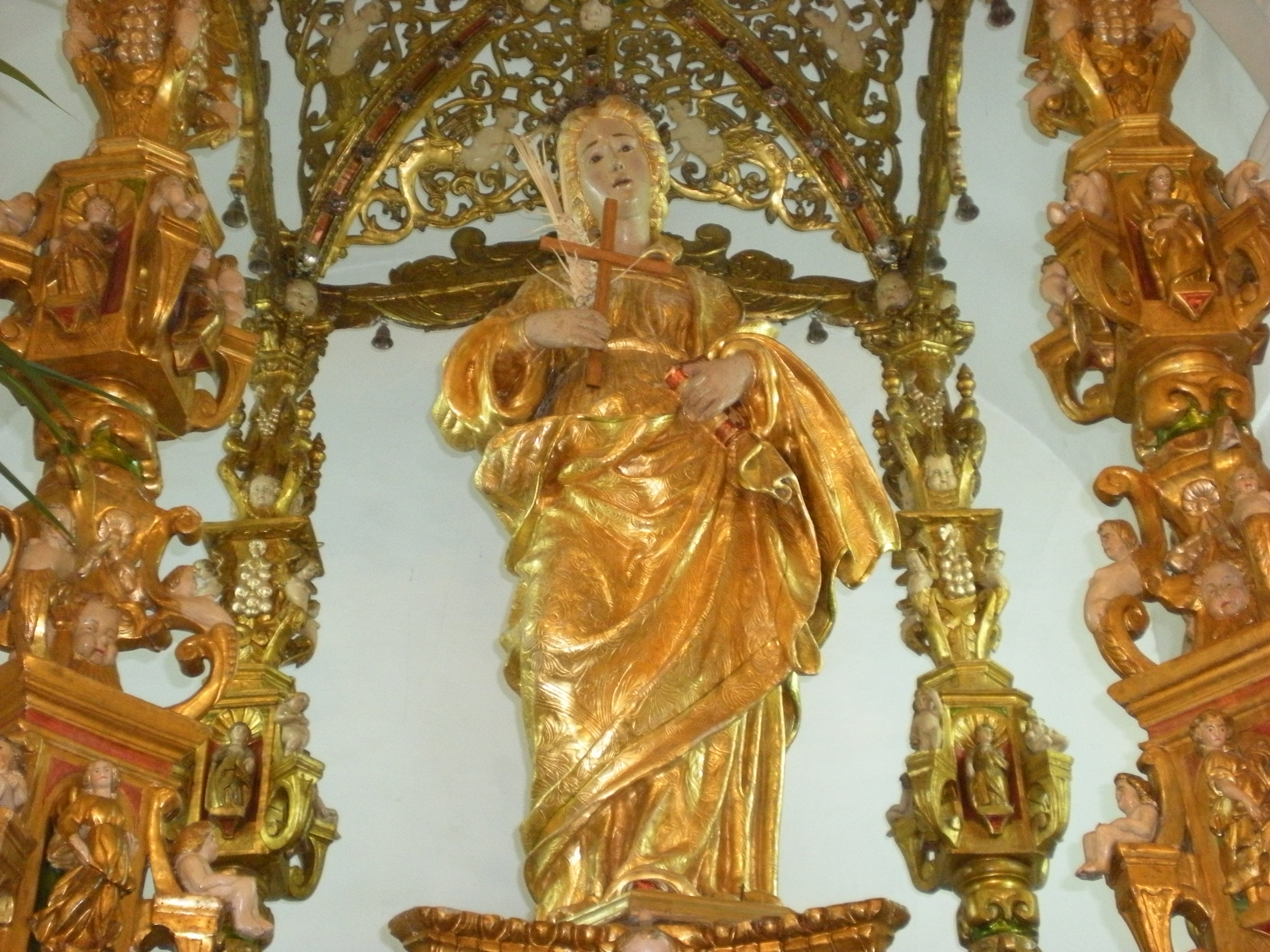
Talla processional de Bivona
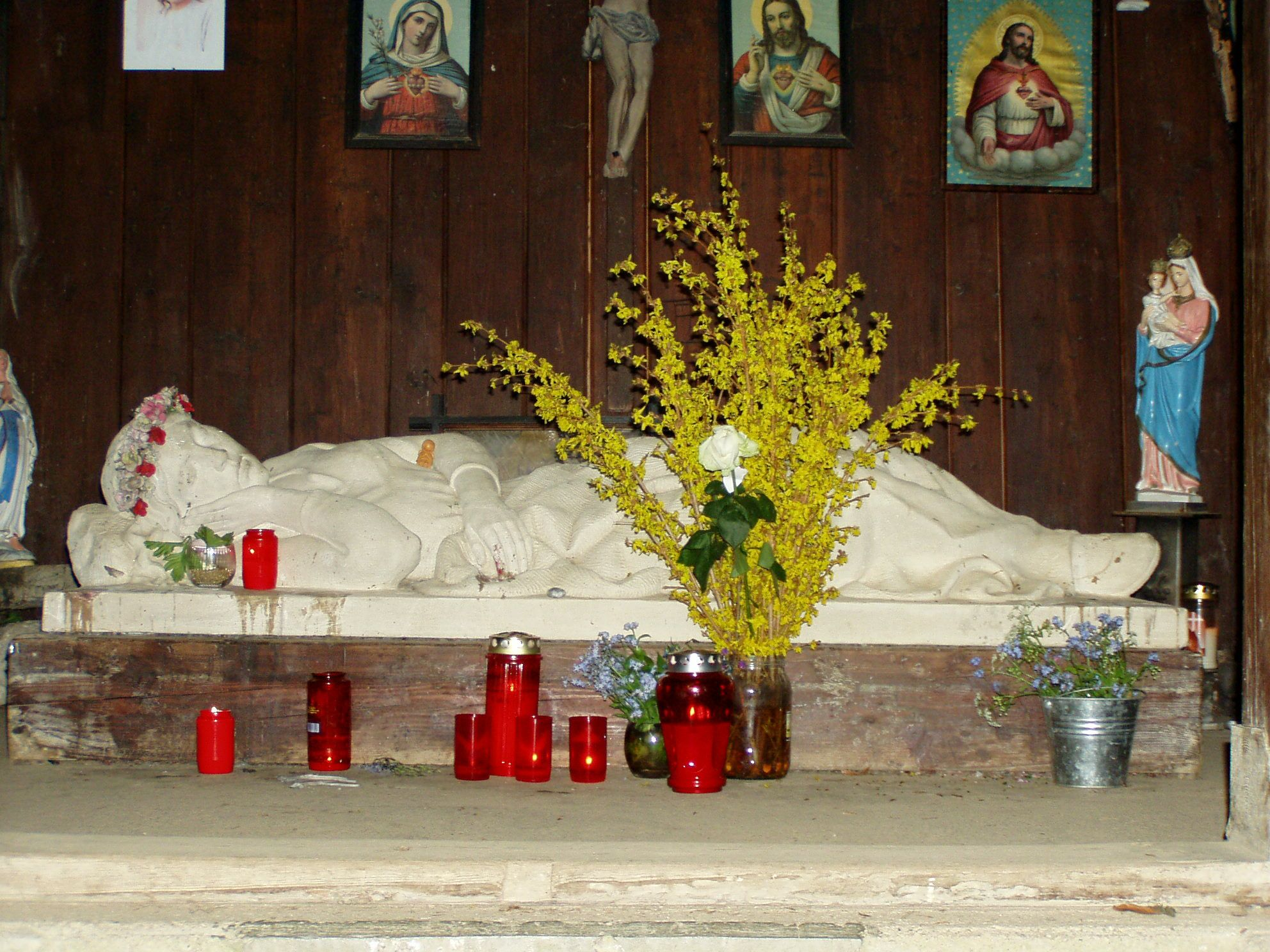
Santa Rosalia morta, a Hemmaberg
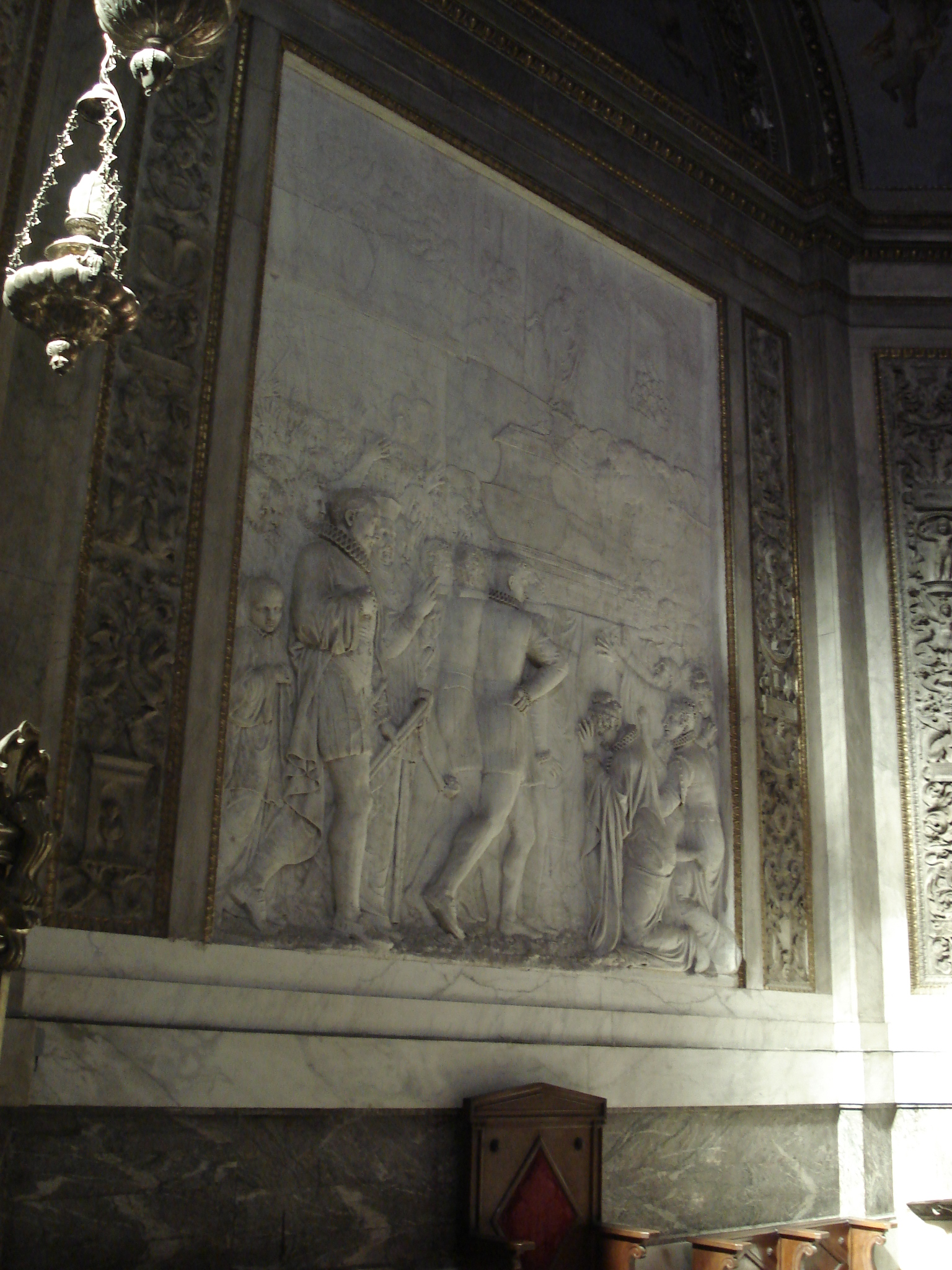
Relleu amb la translació de les relíquies a la capella de Santa Rosalia de la catedral de Palerm, s. XVIII
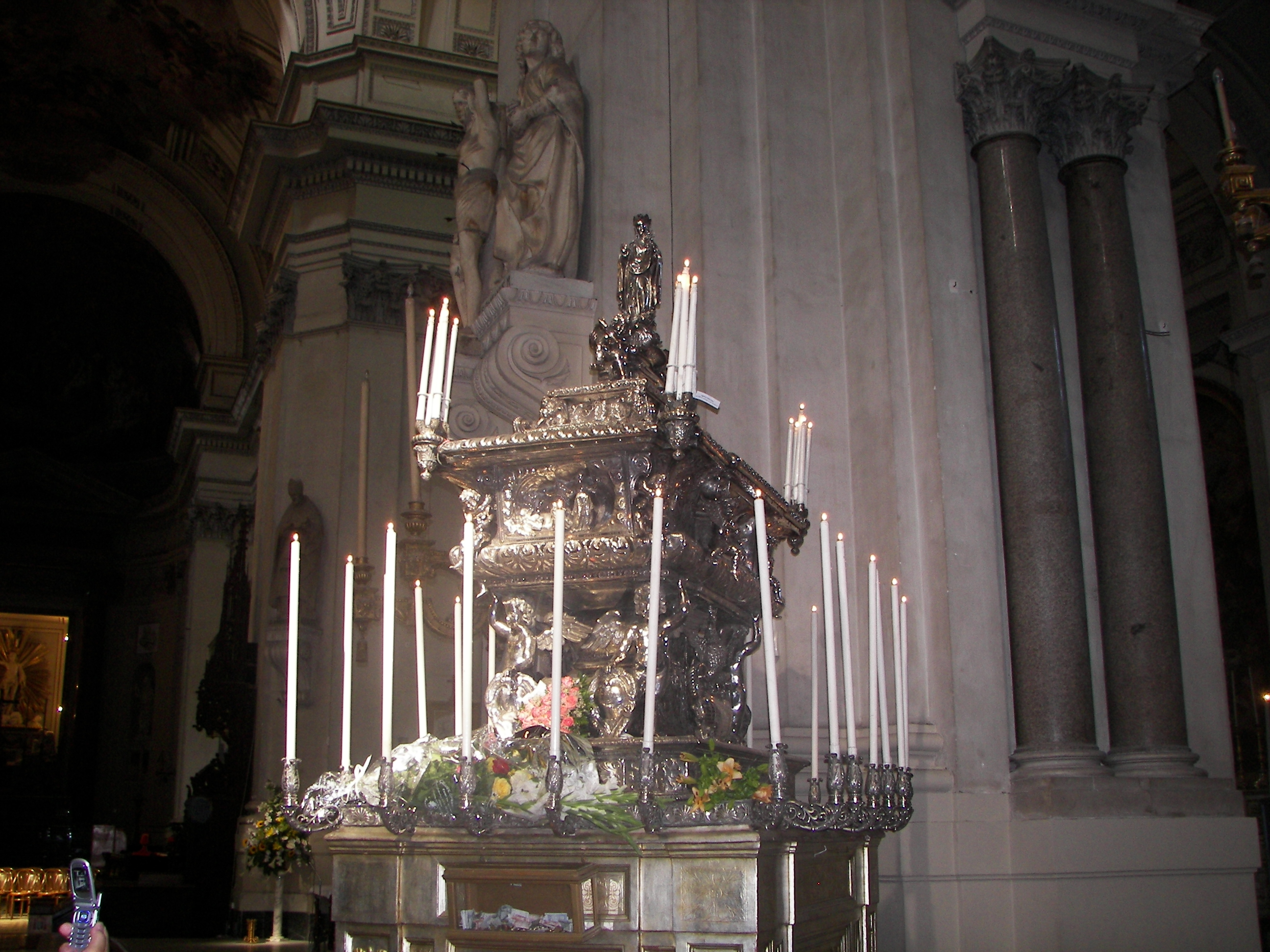
Reliquiari amb les restes de la santa a la catedral de Palerm, s. XVII
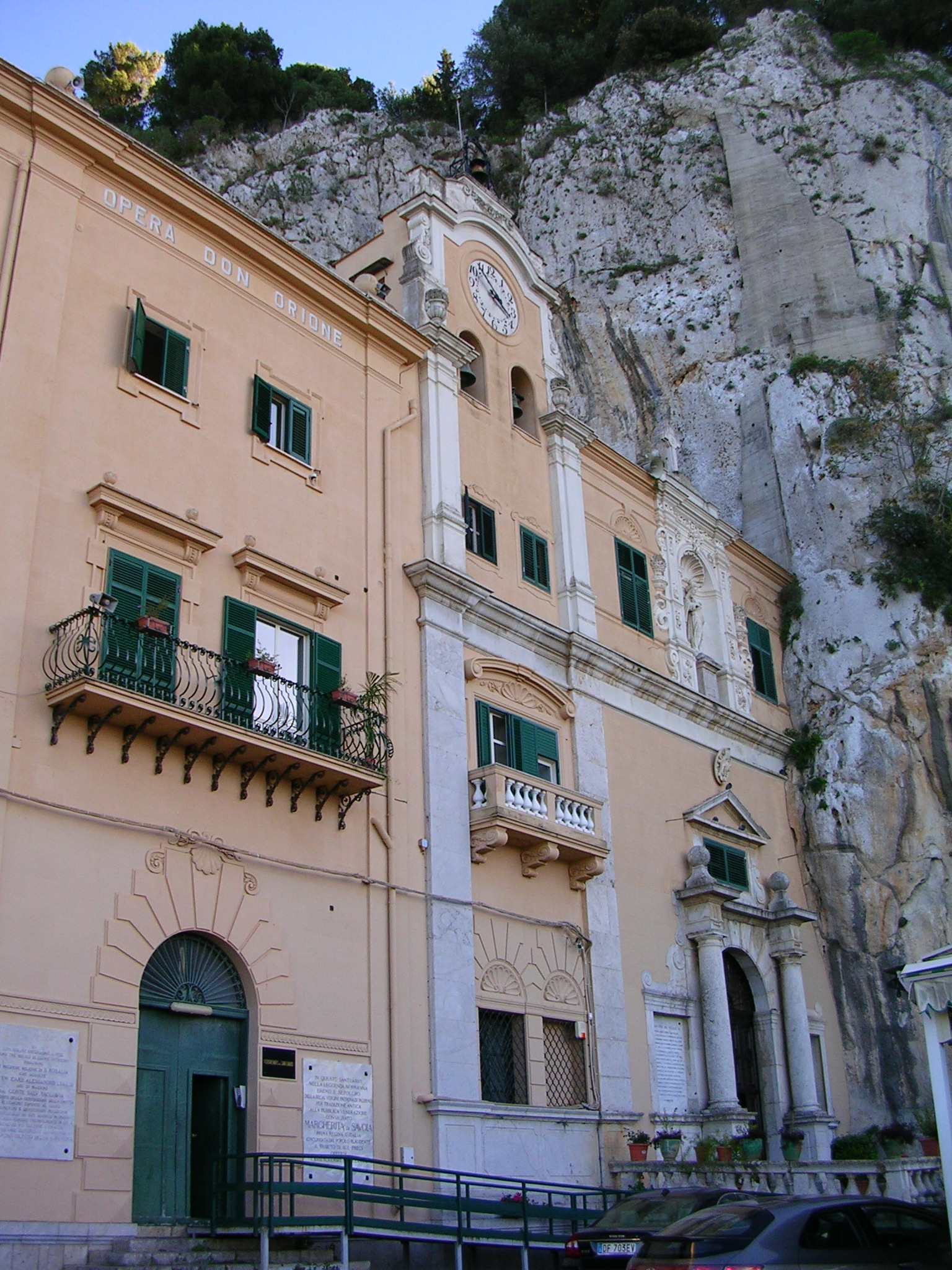
Santuari de Santa Rosalia, a Monte Pellegrino
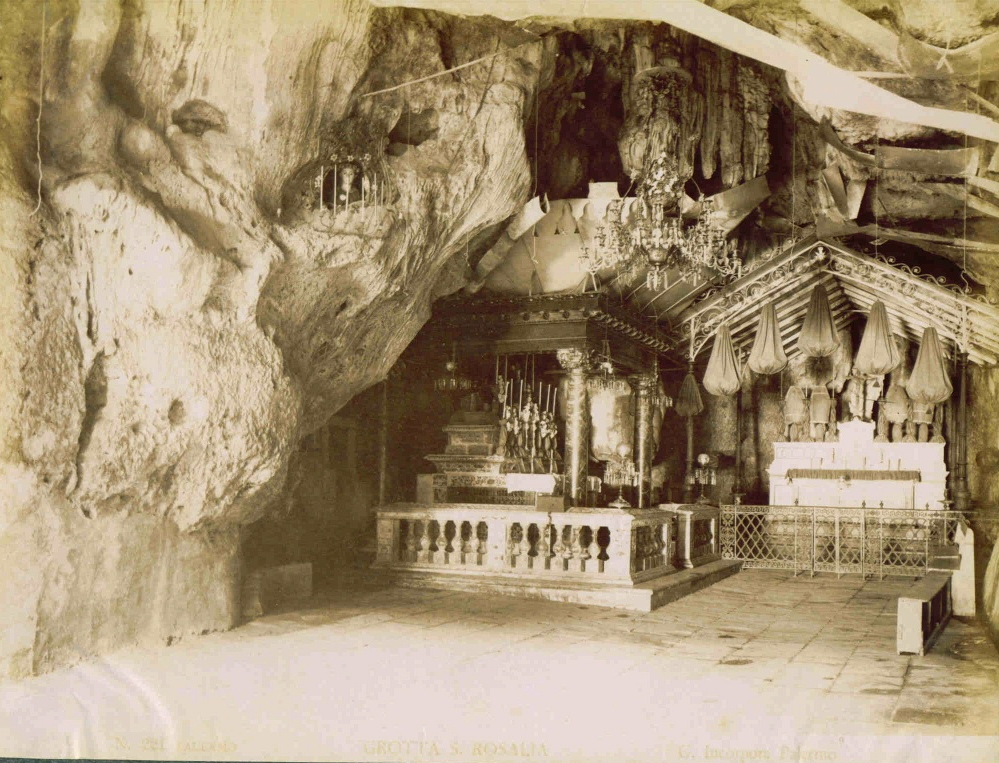
Santuari de la santa, a Monte Pellegrino (fotografia de Giorgio Sommer)